# Gare de Saint-Quentin-Fallavier
Gare de Saint-Quentin-Fallavier – stacja kolejowa w Saint-Quentin-Fallavier, w departamencie Isère, w regionie Owernia-Rodan-Alpy, we Francji.
Jest stacją Société nationale des chemins de fer français (SNCF), obsługiwaną przez pociągi TER Rhône-Alpes.